# Arctosa erythraeana
Arctosa erythraeana Roewer, 1960 è un ragno appartenente alla famiglia Lycosidae.

## Etimologia
Il nome proprio della specie deriva dal nome latino della nazione di rinvenimento degli esemplari: l'Eritrea (lat.Erythraea).

## Caratteristiche
L'epigino è piatto e allargato, di forma lievemente triangolare; i due setti mediani sono delimitati frontalmente ed hanno i bordi laterali che si estendono posteriormente.
Le femmina hanno il bodylenght (prosoma + opistosoma) di 11 millimetri (5 + 6).

## Distribuzione
La specie è stata reperita nell'Eritrea centrale: nei pressi della città di Massaua, capoluogo della Regione del Mar Rosso Settentrionale.

## Tassonomia
Al 2016 non sono note sottospecie e dal 1960 non sono stati esaminati nuovi esemplari.